# Páduai Szent Antal-katedrális (Arad)
Az aradi Páduai Szent Antal-templom műemlékké nyilvánított épület a város első kerületében. A romániai műemlékek jegyzékében az AR-II-m-B-00557 sorszámon szerepel. A nép száján Aradi Katolikus Katedrális néven közismert. A Minorita rend székesegyháza. 

## Története
A katolikus egyház a 18. század végén kezdte meg tevékenységét Aradon, amikor a ferences minoriták a császári hadsereggel letelepedtek az aradi erődben, ahol az első katolikus templom épült. A minoriták a polgári településen is prédikáltak, és hozzájárultak a város első katolikus templomának létrehozásához, még a század elején.
Az aradi katolikus templom alapkövét 1751. április 3-án Franz Anton Engl von Wagrain csanádi püspök rakta le, 1758. április 13-án pedig megtörtént a templom szentelése és átadása a minoritáknak. A rend Arad városközpontjának katolikus közösségét is gondozta. 1901–1903 között a régi templomot lebontották. Az új templom Tabakovits Emil tervei alapján már 1906-ra felépült, de csak 1911. október 2-án szenteltek fel.

## Leírása

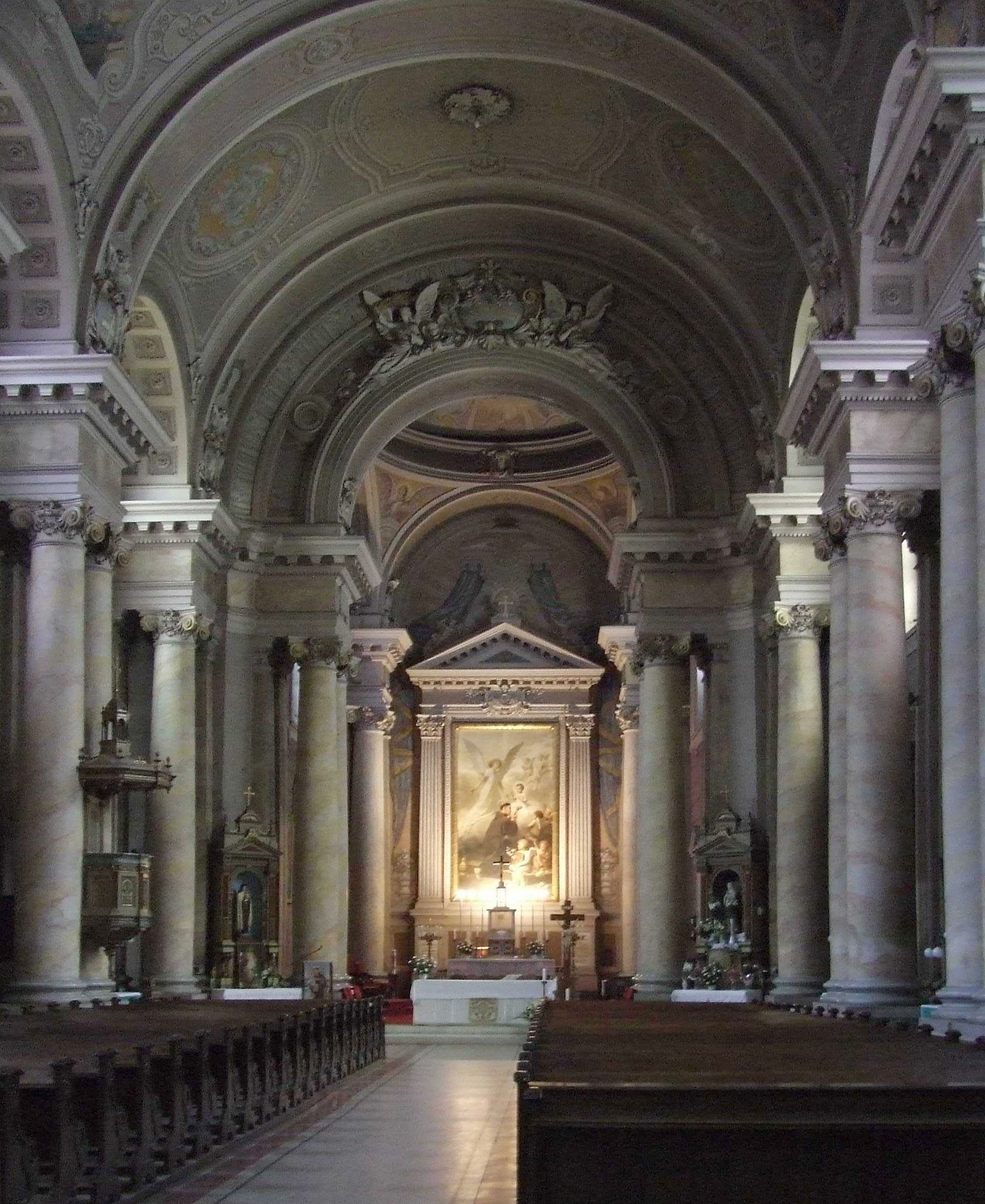
A katedrális belülről

Az új templom neobarokk stílusban épült. A külső homlokzatot két kiemelkedő korinthoszi oszloppár alkotja, amelyek között a bejárati portál van. Afölött egy keskeny boltív látható, amely timpanont alkotva pietànak ad helyet. Fölötte Jézus, Árpád-házi Szent Margit és Árpád-házi Szent Erzsébet szobrai. Az oszlopokat három részből álló architráv fedi. A körbefutó párkány szentek szobraival díszített fülkékből áll, s két kerub, két-két puttóval koronázza. Felette emelkedik a kupola, amelyet két jón féloszlop tart. Maga a kupola széles bordákkal van merevítve, amelyek a csúcskereszt alatti lanternába csatlakoznak. A pronaoszban látható Szentháromság-bronz szoborcsoport alkotója Róna János. A főoltárkép Szent Antalt ábrázolja, Vastagh György munkája.

## Orgonája
1781-ben új galéria épült a templomban, amelyre orgonát Karl Janicsek pozsonyi orgonaépítő készített. A 19. században Anton Dangl új orgonát épített a templom számára. Ezt a hangszert 1905-ben a temesvári Wegenstein Lipót és Fiai Orgonagyár felújította, és az Kövegy község (Csanád vármegye) templomába került, ahol ma is működik. Az új orgonát ide Otto Rieger készítette. A nagyszerű hangszer pneumatikus működtetéssel, regiszterkapcsolóval, három manuállal, pedálsorral és két játszóasztallal rendelkezik: egyik a hétköznapi, a másik a vasárnap és ünnepnapi szertartásokhoz.

## Fordítás
Ez a szócikk részben vagy egészben  a   Minoritenkirche (Arad) című német Wikipédia-szócikk ezen változatának fordításán alapul.  Az eredeti cikk szerkesztőit annak laptörténete sorolja fel. Ez a jelzés csupán a megfogalmazás eredetét és a szerzői jogokat jelzi, nem szolgál a cikkben szereplő információk forrásmegjelöléseként.